# Torenia
- Commons
- Wikispecies

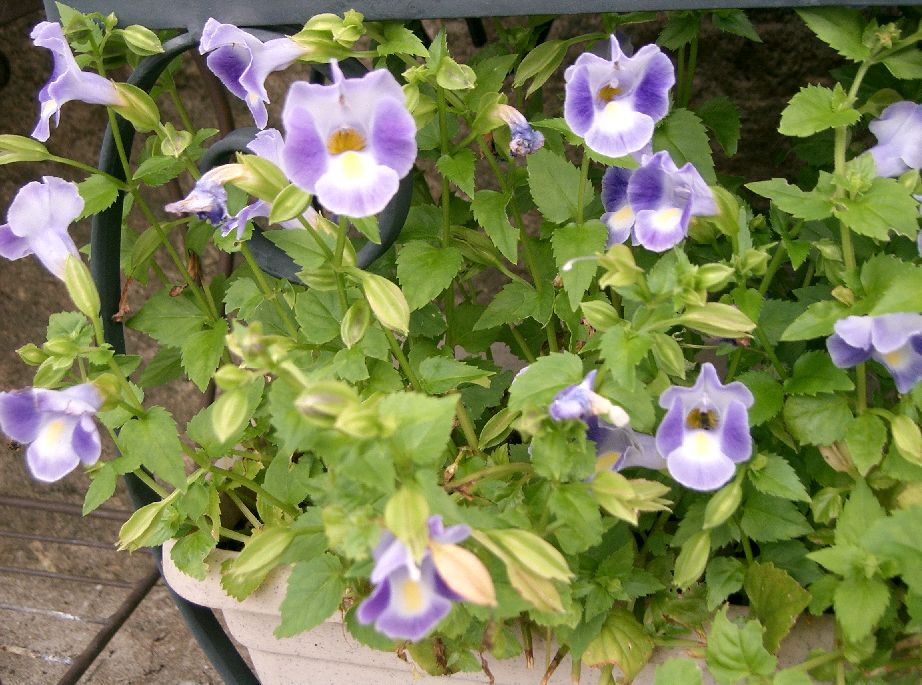
Torenia fournieri.

Torenia L. é um género botânico pertencente à família Linderniaceae.

## Espécies
Torenia affinis Torenia alata Torenia alba
Torenia albo Torenia albomarginata Torenia annamitica
Torenia angolensis Torenia angustifolia Torenia arracanensis
Torenia aerinea Torenia arisanensis Torenia asiatica
Torenia atropurpurea Torenia auriculaefolia Torenia bailloni
Torenia baillonii Torenia benthamiana Torenia bicolor
Torenia bimaculata Torenia biniflora Torenia blancoi
Torenia brevifolia Torenia burttiana Torenia calcarata
Torenia caelestis Torenia cambodgiana Torenia cardiosepala
Torenia celebica Torenia chamaedrys Torenia chevalieri
Torenia ciliaris Torenia ciliata Torenia colorans
Torenia concolor Torenia cordata Torenia cordifolia
Torenia coerulea Torenia courtallensis Torenia crenata
Torenia crustacea Torenia cyanea Torenia cyrtandriflora
Torenia diffusa Torenia dinklagei Torenia edentula
Torenia erecta Torenia evrardi Torenia exappendiculata
Torenia fimbriata Torenia finetiana Torenia flaccida
Torenia flava Torenia fordii Torenia fournieri
Torenia gavottiana Torenia glabra Torenia globosa
Torenia godefroyi Torenia goetzei Torenia gracilis
Torenia guinguenervis Torenia hayatae Torenia hexandra
Torenia hians Torenia hirsulissima Torenia hirsuta
Torenia hirta Torenia hirtella Torenia hokutensis
Torenia inaequalifolia Torenia indica Torenia inflata
Torenia involucrata Torenia javanica Torenia kiusiana
Torenia lamponga Torenia lanceolata Torenia laotica
Torenia latibracteata Torenia ledermannii Torenia lepidota
Torenia leucosiphon Torenia lindernioides Torenia lobelioides
Torenia longiflora Torenia lucida Torenia mannii
Torenia mildbraedii Torenia minuta Torenia mollissima
Torenia molluginoides Torenia monroi Torenia mucronulata
Torenia multiflora Torenia nana Torenia nantoensis
Torenia nortenia Torenia oblonga Torenia obtusa
Torenia obtusifolia Torenia ovata Torenia paniculata
Torenia parviflora Torenia patens Torenia pedunculariformis
Torenia peduncularis Torenia pedunculata Torenia pierreana
Torenia plantaginea Torenia poilanei Torenia polygonoides
Torenia pterocalyx Torenia pubescens Torenia pumila
Torenia quinquenervis Torenia racemosa Torenia radicans
Torenia ramosissima Torenia ranongensis Torenia reptans
Torenia ranongensis Torenia reptans Torenia rotundifolia
Torenia roxburghii Torenia rubella Torenia rubens
Torenia rupestris Torenia scabra Torenia scandens
Torenia schweinfurthii Torenia sessiliflora Torenia setulosa
Torenia siamensis Torenia silvicola Torenia soriana
Torenia spicata Torenia stolonifera Torenia tenuifolia
Torenia thailandica Torenia thorelii Torenia thouarsii
Torenia thouirsii Torenia travancorica Torenia trichotoma
Torenia vagans Torenia varians Torenia veronicaefolia
Torenia veronicifolia Torenia vientianica Torenia viguieri
Torenia violacea Torenia viscosa Torenia Hybriden
- «Lista completa»

## Classificação do gênero
| Sistema | Classificação                        | Referência               |
| ------- | ------------------------------------ | ------------------------ |
| Linné   | Classe Didynamia, ordem Angiospermia | Species plantarum (1753) |